# Pirulin pirulero
Pirulín Pirulero fue un programa infantil chileno transmitido por Universidad de Chile Televisión, los sábados en la mañana desde las 10:00 hasta las 12:00 (Desde el 8 de julio al 1entre los años 1989 y 1990 y conducido el primer mes por la fallecida actriz Sonia Viveros y siendo reemplazada por Sofía Andonaegui hasta la finalización del programa.

## Historia
Para Universidad de Chile Televisión los programas infantiles eran una de sus fortalezas a fines de los años 80, consolidándose como un canal con gran llegada al público infantil. Es por eso que deciden poner en pantalla un programa los sábados en la mañana, para que así los niños tuvieran un momento de recreación tras su ajetreada semana escolar. Para la conducción fue contactada la actriz Sonia Viveros, pero debe abandonar el programa un mes después debido a sus compromisos actorales. Para reemplazar a Sonia, se ponen en contacto con Sofía Andonaegui, excandidata a Miss Chile, y con el actor Mauricio Pitta, quien daría vida a un recordado personaje, el simpático elefantito "Efraín".
Cuando aparecen por primera vez en pantalla, de inmediato la dupla Sofía-Efraín logra una química muy especial en pantalla, haciéndolos bastante queribles por el público infantil. Sofía tenía una carisma muy especial que la hacía sentir una amiga para los niños. Efraín, mientras deambulaba tras haber dejado la selva debido a que los demás animales se burlaban de él por su corta trompita, pasó por Universidad de Chile Televisión y se quedó a coanimar el programa junto a Sofía Andonaegui. En un principio, Efraín era mudo y se comunicaba con gestos, para luego hablar con una especie de balbuceo. Él reflejaba la conducta y el comportamiento de los niños, que lo hacían ser un personaje tierno y de gran simpatía.
Entre las secciones del programa se encontraban la de gimnasia, el del cuidado dental, y en algunos donde los niños eran los protagonistas como en la sección de cocina, donde ellos mostraban sus dotes artísticos y una sección que duró poco en donde invitaban a niños de países extranjeros para contar sobre su cultura.
El último programa de Pirulín Pirulero, se emitió el 12 de mayo de 1990, para la semana siguiente dar paso a un nuevo programa con los mismos animadores, de nombre "Siete Vidas".

## Siete Vidas
El 19 de mayo de 1990, a una semana del término de Pirulín Pirulero, llega a la pantalla "Siete Vidas", un programa con un formato muy diferente al programa anterior, que tenía que ver todo con gatos (por la creencia de las siete vidas de los gatos) y con el tema "The Jellicle Ball" de la obra de Broadway "Cats" como tema de presentación y el estudio simulaba un callejón y animado Sofía y Efraín (que ahora hablaba para así evitar los monólogos de Sofía) y por un ballet de 6 integrantes llamado "Las Gatitas", quienes tenían varias apariciones en el programa mostrando sus coreografías. Los dibujos animados que iban entre los recesos, también tenían que ver con gatos, siendo los más recordados El Gato Fraidy (Fraidy Cat) y Don Gato y Su Pandilla. El programa se realizaba con público en el estudio y con concursos, realizando primero 6 concursos y una final con todos los ganadores de los anteriores concursos, siendo el ganador del evento final coronado como el "Super Gato de la Semana".
La última edición de Siete Vidas, fue el 27 de octubre de ese mismo año, donde el canal terminó con el programa para colocar en su reemplazo dibujos animados producidos por Televisión Española.

## Créditos
Conducción:
Sofía Andonaegui
- Mauricio Pitta (Efraín)

Dirección:
- Pía Vaccaro

- Datos: Q5840826